# محوطه غار سراب
محوطه غار سراب مربوط به عصر مس و سنگ - سده‌های میانه و متاخر دوران‌های تاریخی پس از اسلام است و در شهرستان کبودرآهنگ، بخش گل تپه، دهستان علی صدر واقع شده و این اثر در تاریخ ۷ اسفند ۱۳۸۶ با شمارهٔ ثبت ۲۱۶۸۲ به‌عنوان یکی از آثار ملی ایران به ثبت رسیده است.